# Coleman Nunatak
Coleman Nunatak är en nunatak i Antarktis. Den ligger i Västantarktis. Inget land gör anspråk på området. Toppen på Coleman Nunatak är 926 meter över havet.
Terrängen runt Coleman Nunatak är platt söderut, men norrut är den kuperad. Trakten är obefolkad. Det finns inga samhällen i närheten.